# Biblioteca Nazionale di Napoli
Die Biblioteca Nazionale di Napoli (auch Biblioteca Nazionale Vittorio Emanuele III) ist eine öffentliche Bibliothek in Neapel, die seit 1922 im Palazzo Reale  ihren Sitz hat. Nach den beiden Zentralen Nationalbibliotheken in Florenz und Rom ist sie die drittgrößte staatliche Bibliothek in Italien. Gegründet wurde sie gegen Ende des 18. Jahrhunderts durch Ferdinand IV. Bereits 1784 begann der Umzug der verschiedenen Büchersammlungen in königlichem Besitz in den Palazzo degli Studi (heute Sitz des Museo Archeologico Nazionale), die Aufstellung und Katalogisierung zog sich jedoch Jahrzehnte hin, sodass die Real Biblioteca erst am 13. Januar 1804 für das Publikum geöffnet werden konnte.

## Geschichte
Der Fondo Brancacciano geht auf die Büchersammlung zurück, die der Kardinal Francesco Maria Brancaccio († 1675) in Rom zusammengetragen hatte. In seinem Testament hatte er bestimmt, sie nach Neapel, Heimat seiner Familie und Ort seiner Studien, zu verlegen und sie zugänglich zu machen. Seit 1690 war sie die erste öffentliche Bibliothek in der Stadt.
Zur Sammlung Farnese, die auf Alessandro Farnese zurückgeht und die sich seit 1736 in Neapel befand, waren kirchliche und private Bibliotheken hinzugekommen: die der Augustiner von San Giovanni a Carbonara – sie geht auf den Kardinal Girolamo Seripando zurück –, die der Jesuiten oder die der Accademia Ercolanense. Unter der Regierung von Gioacchino Murat erfolgten weitere Klosteraufhebungen, aber auch andere Zuwächse wie die Inkunabelsammlung von Melchiorre Delfico erweiterten die Bestände. Nach dem Ende der Franzosenzeit erhielt die Bibliothek 1816 den Namen Biblioteca Borbonica, nach der Einigung Italiens wurde sie zur Biblioteca Nazionale.
Weitere Sammlungen kamen hinzu, darunter die Officina dei Papiri Ercolanesi, Autographen von Giacomo Leopardi und die Musik- und Theatersammlung des Grafen Edoardo Lucchesi Palli. Der Platz wurde knapp und auf Drängen von Benedetto Croce entschloss sich Vittorio Emanuele III, den östlichen Flügel des Palastes zur Verfügung zu stellen und in Staatseigentum zu übertragen. Die Erweiterung ermöglichte die Übernahme weiterer historischer Bibliotheken der Stadt: der Brancacciana, der Provinciale, der von San Giacomo, und die Bibliothek des Museo di San Martino. In den Signaturen der Altbestände sind diese Provenienzen noch zu erkennen. 1923 kehrten auch die 1718 nach Wien verbrachten Codices, darunter der Dioscurides Neapolitanus, nach Neapel zurück. 1942 wurde die Bibliothek geschlossen und die wertvollen Bestände auf Betreiben der damaligen Direktorin Guerriera Guerrieri ausgelagert. Nach Kriegsende öffnete die Nazionale 1945 wieder für das Publikum.

## Bestände

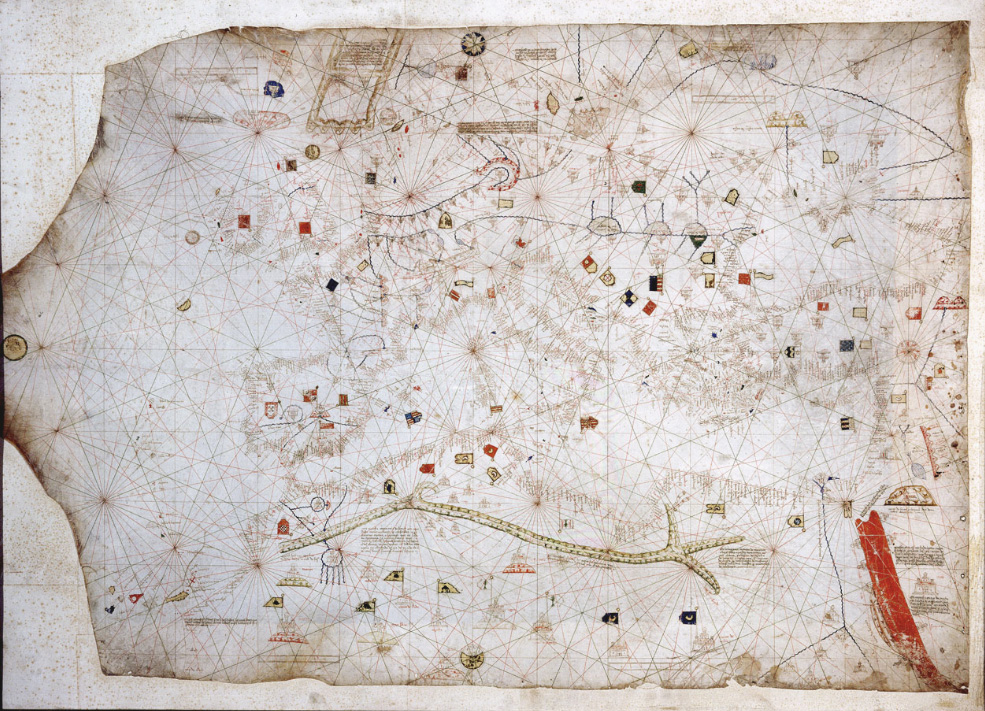
Die Carta Catalana (um 1400), eine Portolankarte, ms.XII.D.102

Die Bibliothek besitzt rund 1.800.000 Druckschriften, über 8900 laufende Zeitschriften, 19.758 Handschriften und 50.000 Cinquecentine (Drucke des 16. Jahrhunderts), außerdem 1838 Herculanensische Papyri aus der Villa dei Papiri. Hinzu kommen über 6000 historische Landkarten, historische fotografische Aufnahmen, 500 Urkunden auf Pergament und über 150.000 Einzelschriftstücke, vorwiegend aus den zahlreichen Sammlungen von Korrespondenzen.
Zu ihren Zimelien rechnet die Bibliothek neben den Papyri und dem Dioscurides zwei Evangeliare auf purpurgetränktem Pergament – ein lateinisches aus dem 5. Jahrhundert und ein griechisches vom Ende des 9. Jahrhunderts –, die in Bari nach 1071 geschriebenen illustrierten Metamorphosen des Ovid („Ovidio Napolitano“; Signatur: ms. IV. F. 3) und die in der Mitte des 15. Jahrhunderts entstandene Kosmographie des Claudius Ptolomaeus (ms. V. F. 32). Bemerkenswert sind auch das koptische Fragment des Alten Testaments (Ms. I. B. 18), das aus den Sammlungen des Kardinals Stefano Borgia in seinem Museum in Velletri stammt, das Breviario di Ferrante d'Aragona (Ms. I. B. 57), ein Werk des Cristoforo Majorana, oder das Stundenbuch seines Vaters Alfonso.
Unter den autographen Schriftzeugnissen finden sich Thomas von Aquin, Torquato Tasso oder Giacomo Leopardi.